# Lastreopsis squamifera
Lastreopsis squamifera là một loài dương xỉ trong họ Dryopteridaceae. Loài này được Lellinger mô tả khoa học đầu tiên năm 2003.
Danh pháp khoa học của loài này chưa được làm sáng tỏ. 